# Windows Neptune
Windows Neptune je bilo kodno ime za inačicu Windows operacijskog sustava koji je bio pod konstrukcijom Microsofta tijekom 1999. Baziran je na Windows 2000 i trebao je biti prvi korisnički operacijski sustav izgrađen na Windows NT kôdu. Time bi zamijenio Windows 9x niz proizvoda.
Početkom 2000., Microsoft je spojio tim koji radi na Neptunu s timom koji radi na Windows Odysseyu, nadogradnji Windowsa 2000 za poslovne korisnike. Kombinirani tim radio na novom projektu, kodnog imena Whistler. U međuvremenu, Microsoft je objavio još jedan operacijski sustav baziran na DOS-u koji se zvao Windows ME.
Samo je jedna alfa inačica Neptuna objavljena (verzija 5111) ispitivačima bez ugovora o tajnosti, te je kasnije došla do različitih sakupljača i virtualnih muzeja.
U Microsoft-ovim planovima za razvoj Neptuna, označeno je da je trebalo biti 5 servisnih paketa. Također, u dokumentima, planirano je da Neptune ima nasljednika koji se trebao zvati Triton i koji nije trebao imati veće promjene u korisničkom sučelju, te nije bio servisni paket jer su i za njega planirani paketi. Projekt se interno kapitalizirao kao NepTune.

## Značajke
Neptune je skoro u potpunosti izgledao kao Windows 2000, iako je imao neke nove značajke, kao npr. vatrozid (engl. firewall), koji je kasnije ugrađen u Windows XP kao Windows Firewall. Prestavljen je i novi ekran dobrodošlice koje je veoma sličio Windows XP-u. Neptune je također eksperimentirao s novim korisničkim sučeljom, zvanim Aktivni Centri (engl. Activity Centers), za svakodnevne operacije.

## Vanjske poveznice
- Windows Neptune prikazi ekrana  Arhivirana inačica izvorne stranice od 15. lipnja 2010. (Wayback Machine) u NeoSmart Technologies